# ONE PIECE THE MOVIE エピソードオブチョッパー+ 冬に咲く、奇跡の桜
『ONE PIECE THE MOVIE エピソードオブチョッパー+ 冬に咲く、奇跡の桜』（ワンピース ザ ムービー エピソードオブチョッパープラス ふゆにさく、きせきのさくら）は、2008年3月1日公開の東映アニメーション制作による日本のアニメーション映画。漫画『ONE PIECE』を原作としたテレビアニメの劇場版第9作目。
第32回日本アカデミー賞優秀アニメーション作品賞受賞作品。

## 概要
前作に引き続き、原作のストーリーを映画化した作品。「ドラム島編」を基に、原作者が企画協力を担当し、新たなオリジナル要素とアレンジを加えて制作。物語はエニエス・ロビー編終了時点まで進んでいるが、それまで麦わらの一味には船医が居なかったというパラレルワールド展開になっている。原作で船に乗っていたネフェルタリ・ビビとカルーは登場せず、当時は未加入だったニコ・ロビンや未登場だったフランキーが、一味の一員として登場している。また、一味の船はゴーイングメリー号ではなく、新しい船であるサウザンドサニー号である。
監督は志水淳児。志水が劇場版『ONE PIECE』の監督を務めるのは、『珍獣島のチョッパー王国』以来4度目。作画監督とキャラクターデザインを務めた舘直樹は、本作が初の劇場版作画監督&キャラクターデザインとなり（作画監督補佐経験は何度かある）、ルフィ達がTV版とは一味違った絵柄にリファインされている。
DVDは通常版・特別限定版ともに2008年7月21日発売。「ワンピース」映画化10作を記念してBlu-ray Disc版が2010年1月21日発売。
2000年から毎年公開されていた『ONE PIECE』の劇場版シリーズは、本作以降は毎年ではなく不定期の公開となる。

### テレビ放映
2011年3月19日にフジテレビの「土曜プレミアム」にて放送された。土曜プレミアムで『ONE PIECE』の劇場版が放送されるのは、『STRONG WORLD』以来2度目。
2014年12月31日、アニメ『ONE PIECE』15周年を記念し、原作の扉絵で描かれたドルトンやDr.くれは達のその後を追加した「2014年特別版」を、フジテレビ系全国ネット及び同年のフジテレビの大晦日特番として放送。
| 回数 | テレビ局   | 番組名（放送枠名）   | 放送日         | 放送時間      | 放送分数 | 視聴率 |
| ---- | ---------- | -------------------- | -------------- | ------------- | -------- | ------ |
| 1    | フジテレビ | 土曜プレミアム       | 2011年3月19日  | 21:00 - 23:10 | 130分    | 14.5%  |
| ２   | フジテレビ | アニメ放送15周年記念 | 2014年12月31日 | 21:00 - 23:00 | 120分    | 03.3%  |

- 視聴率はビデオリサーチ調べ、関東地区・世帯・リアルタイム。

## あらすじ
麦わらの一味は、ナミが高熱を出したために、冬島のドラム王国に寄港した。一年中、雪が降るこの国に、医者は山の上の王宮に住み着いているDr.くれはだけだと聞いたルフィは、ナミを背負って山を登る。
ドラム王国のワポル王は、国中の医者を王宮に集め、治療を受けたい国民を平伏させることで支配してきた。しかし、半年前に王国が黒ひげ海賊団に襲撃された時、ワポルは民を見捨てて国外に逃げ出し、現在のドラム王国は滅んだ状態だった。
凍えかけて山の頂上に辿り着いたルフィたちを助け、ナミを治療するDr.くれは。くれはには、トナカイのチョッパーという助手がいた。チョッパーは、普通と違う青い鼻で生まれたために仲間外れにされ、さらにヒトヒトの実を食べて人間のようになったために、人間たちからも怪物扱いされている喋るトナカイだった。
そんな中、ワポル王とその兄・ムッシュールが戻ってくるという知らせが国民達のもとへ舞い込む。ムッシュールは体内で毒を作る能力者で、過去に毒を撒いて国民を殺し、追放された男だった。
チョッパーが医師を志すようになったのは、ヒルルクというヤブ医者との出会いがきっかけだった。チョッパーは自分を救ってくれたヒルルクへの恩返しをしようとして、病で余命幾許もないヒルルクに、薬と信じて毒キノコを食べさせてしまったのだ。ヒルルクの死後、医者の勉強をして正しい知識を得るために、チョッパーはDr.くれはに弟子入りする。そんなチョッパーとくれはの住む王宮を取り戻すために、迫るワポル王とムッシュール。ルフィと仲間たちは協力してワポルたちを倒した。
戦いを終えたルフィは、船医としてチョッパーを麦わら海賊団に迎える。Dr.くれはは、チョッパーへの餞として、ヒルルクから託されていた赤い粉を王宮から打ち上げた。それは、雪の中で桜を咲かせるためにヒルルクが研究してきた、降る雪を桜色に染める粉だった。

## キャスト
- ナレーション - 大場真人

### 麦わらの一味
モンキー・D・ルフィ
声 - 田中真弓
本作の主人公。麦わらの一味船長。
ロロノア・ゾロ
声 - 中井和哉
麦わらの一味戦闘員（剣士）。
ナミ
声 - 岡村明美
麦わらの一味航海士。ケスチアによって病気にかかり、命の危険にさらされる。
ウソップ
声 - 山口勝平
麦わらの一味狙撃手。
サンジ
声 - 平田広明
麦わらの一味コック。
ニコ・ロビン
声 - 山口由里子
麦わらの一味考古学者。
フランキー
声 - 矢尾一樹
麦わらの一味船大工。本作で劇場版初登場。

### ドラム王国
トニートニー・チョッパー
声 - 大谷育江
本作のメインキャラクター。本作は原作のチョッパー加入エピソードを基にしているため、まだルフィ達の仲間になっていない。
その他の原作キャラクター
- Dr.ヒルルク - 牛山茂
- Dr.くれは - 野沢雅子
- ドルトン - 小野健一
- ワポル - 島田敏
- チェス - 沼田祐介
- クロマーリモ - 乃村健次
- イッシー1 - 青野武

ムッシュール
声 - みのもんた（特別出演）
映画オリジナルキャラクター。ワポルの兄。33歳→35歳。
超人系悪魔の実「ノコノコの実」の能力者。毒キノコの能力を持ち、体内に溜め込んだ猛毒の胞子を10年に一度、体外へ砲弾「胞子爆弾（フェイタルボム）」として放出できる。身体を紫色の煙状の胞子とすることができ、分身を生成して攻撃したり、地面からキノコを生やし敵を捕えたり、腕をドリルにする事も可能。ただし火に弱い。悪魔の実の能力だけでなく、身体能力も非常に高い。
20年前、ムッシュールが13歳の時、先代の国王が世界会議出席のため国を離れた際、退屈しのぎに能力を試すためという理由で城の大砲から胞子爆弾を撃ち出し、国民の多くを死に至らしめた（当日は風が強かったため胞子の滞留時間は短く、全滅は免れた）。その後先代国王に国外追放を命ぜられ、能力が火に弱いことから火の国キラウエアへ幽閉されたが、黒ひげへの対抗手段としてワポルに助け出され、共に帰国した。
一度はルフィを全く寄せ付けずに勝利するが、イッシー20の作った解毒剤により解毒し、「ギア2」でパワーアップしたルフィに反撃され、最終的には「ゴムゴムのJETバズーカ」を受けて敗北した。その後バクバクの実の能力によりワポルと合体し「ムッシュールワポルキャノン」にパワーアップして再戦を挑むが、「ゴムゴムの巨人の銃」により吹き飛ばされた。
声の出演こそないが、映画『ONE PIECE STAMPEDE』にも、ワポルとともに海賊万博に出場している姿が確認できる。

## スタッフ
- 製作 - 岡田裕介、高橋浩、鳥嶋和彦、清水賢治、竹中一博
- 原作・企画協力 - 尾田栄一郎
- 企画 - 柴田宏明
- 脚本 - 上坂浩彦
- 音楽 - 田中公平、浜口史郎
- 製作担当 - 藤岡和実
- 編集 - 後藤正浩
- 録音 - 渡辺絵里奈
- 効果 - 新井秀徳
- 音響監督 - 長崎行男
- デジタル撮影監督 - 安藤茂
- CG監督 - 新井啓介
- 美術監督 - 平間由香
- 美術設定 - 吉池隆司
- 色彩設計 - 塚田劭
- 作画監督・キャラクターデザイン - 舘直樹
- 監督・絵コンテ - 志水淳児
- 絵コンテ協力 - 亀垣一
- 作画監督補佐 - 島貫正弘、真庭秀明、井手武生
- 原画 - 西田達三、山下高明、森久司、田中宏紀、林裕己、舘直樹、真庭秀明、井手武生

## キャッチコピー
- 新メンバー、調達中。
- 泣くな、おまえはひとりじゃない。
- 誰も知らない、もう一つの冬島物語がいま花開く――

## 主題歌
「またね」
作詞 - 吉田美和 / 作曲 - 中村正人・吉田美和 / 編曲 - 中村正人 / 歌 - DREAMS COME TRUE
アルバム『AND I LOVE YOU』からのリカットシングル。シングルバージョンはワンピースのキャラクターの台詞が入っている。本編のEDに使われたのはキャラクターの台詞が入っていないアルバムバージョンの方である。
原作者・尾田栄一郎がDREAMS COME TRUEのファンであったことで、その希望により主題歌担当が実現した。

## 受賞歴
- 第32回日本アカデミー賞 優秀アニメーション作品賞[5]

## 関連書籍
- アニメ・コミックス ONE PIECE THE MOVIE エピソード オブ チョッパー+ 冬に咲く、奇跡の桜（2009年11月27日発売、ISBN 978-4088748320）